# Dacryonaema
Dacryonaema is een geslacht van schimmels behorend tot de familie Dacrymycetaceae. De typesoort is Dacryonaema rufum.

## Soorten
Het geslacht telt volgens Index Fungorum in totaal drie soorten (peildatum maart 2023):
| Soortnaam               | Auteur(s)                          | Publicatiejaar |
| ----------------------- | ---------------------------------- | -------------- |
| Dacryonaema macnabbii   | (D.A. Reid) J.C. Zamora & S. Ekman | 2020           |
| Dacryonaema macrosporum | J.C. Zamora & S. Ekman             | 2020           |
| Dacryonaema rufum       | (Fr.) Nannf.                       | 1947           |